# Blau (Nachtclub)

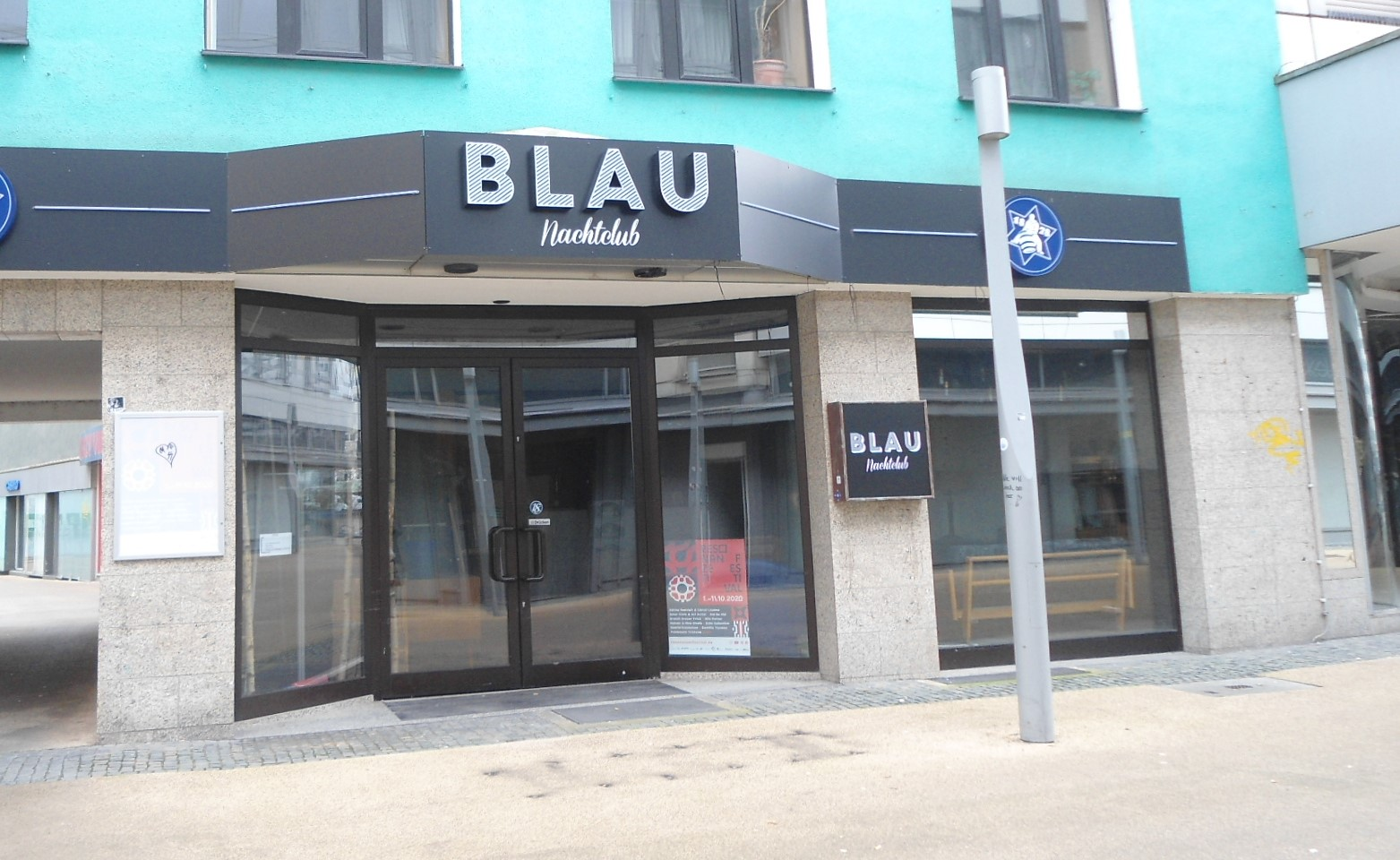
Eingang zum Blau

Das Blau ist ein Nachtclub in Saarbrücken-St. Johann. Er befindet sich seit 2001 in den ehemaligen Räumlichkeiten des Jazzkellers Gießkanne.

## Jazzkeller Gießkanne
Die Kellerräume waren einst ein Lagerraum eines Haushaltswarengeschäfts zwischen der Bahnhofstraße und der Berliner Promenade. Ab Ende 1962 durfte die Kantstreet Jazz Workmen die Räume als Proberaum benutzen. Da jedes Mitglied einen Schlüssel besaß, wurden private Sessions dort veranstaltet. Nach dem Zerfall der Jazzband wurde ab 1966 der deutsch-französische Jugendtreff Club Contact eingerichtet. Im Club traten nun lokale Beat-Gruppen auf. Ab 1976 wurde der Keller wieder als Jazzclub geführt. Unter der Geschäftsführung von Charly Breuer gab es wöchentlich Live-Jazz zu sehen von internationalen wie auch lokalen Gruppen. 1978 gründete sich der Förderverein Jazz im Saarland. Neben den Konzerten gab es auch regelmäßige Jamsessions, Aufführungen des freien Theaters Musentümpel sowie gegen Ende auch Salsa-Tanzabende. Beim Saarhochwasser 1993 stand der Club vollständig unter Wasser, wobei der Flügel zerstört wurde. Nach der immer schwieriger werdenden Finanzierung schloss der Club Ende 2000.

## Blau Nachtclub
Die erste Version des Nachtclubs wurde 2000 im ehemaligen Traudl’s Schloss-Keller, einer Rotlicht-Bar in der Eisenbahnstraße in Alt-Saarbrücken, eröffnet. Januar 2001 zog man in die nun leerstehenden Räume der Gießkanne. Unter den Betreibern Kasimir, Andi, Puma und Sven R. etablierte sich der Fish-Club mit DJ Fonz am Dienstag sowie Der Donnerstag ist Blau mit Gloria-DJ Kasimir. An den Wochenenden gab es häufig internationale Star-DJs der House-Music zu sehen, darunter waren David Guetta, Eric Prydz, Axwell, Steve Aoki, George Morel, Bob Sinclar oder nationale Acts wie Mousse T., 2raumwohnung, Boris Dlugosch, Boys Noize, Moonbootica, DJ Divinity und viele mehr. Die Betreibergruppe war auch weiterhin gastronomisch tätig, gründete das Schwarz als Blackmusic/Afterhour-Club, das Grün als Café, das Feinkost Schmitt als Kneipe im Nauwieser Viertel und den Horst als Rock-Bar.
2009 löste sich die Gruppe auf, und es gab einen Betreiberwechsel im Blau, wobei erfolgreiche Formate noch weitergeführt wurden. Der Sound wurde nun diverser, es gab auch Reggae- und Rap-Events sowie mehr Konzerte. 2015 wurde der große Hauptfloor nach einem Komplett-Umbau in zwei kleinere getrennt. Zu den bedeutsamen Gastspielen können Seth Troxler, Peaches, Andhim, DJ Falcon, Phil Fuldner und Wankelmut gezählt werden. 2021 wurde im Erdgeschoss das Café Bleu eröffnet.